# 10. Torpedoboot-Flottille
Die 10. Torpedoboot-Flottille (10. T-Flottille) war ein militärischer Verband der deutschen Kriegsmarine im Zweiten Weltkrieg.

## Geschichte
Sie wurde im Januar 1944 in Genua aufgestellt und bestand aus von der Kriegsmarine nach dem Waffenstillstand von Cassibile im September 1943 erbeuteten ehemals italienischen Torpedobooten und, als Führungsboot, dem umgerüsteten und zum Torpedoboot umklassifizierten ehemaligen jugoslawischen Zerstörer Dubrovnik, der seit 1941 als Premuda in der italienischen Marine gedient hatte. Die Flottille war personell dem Führer der Zerstörer unterstellt, truppendienstlich und einsatzmäßig dem Marinekommando Italien bzw. ab Januar 1945 dem Marineoberkommando Süd, taktisch der 7. Sicherungs-Division. Ihre Aufgaben waren Aufklärungsoperationen, offensive und defensive Minenunternehmungen, Geleit- und Sicherungsdienst und Beschießen von Landzielen  im Ligurischen Meer.
Zwischen dem 25. April 1944 und dem 25. Juni 1944 verlor die Flottille bereits vier ihrer acht Boote durch Feindeinwirkung, ein weiteres im September 1944. Trotz dieser Verluste schädigte die Flottille die britischen Seestreitkräfte im Mittelmeer merklich. Hierfür wurde ihr Kommandeur im Juni 1944 mit dem Ritterkreuz ausgezeichnet.
Zwei der drei noch verbliebenen wurden am 18. März 1945 bei einer Minenlegeunternehmung nordwestlich von Korsika von den beiden britischen Zerstörern Meteor und Lookout versenkt; nur TA 32 konnte beschädigt entkommen. Bei der deutschen Räumung Genuas wurde TA 32 am 24. April von der eigenen Besatzung im Hafen durch Sprengung versenkt.

## Einheiten
Zur Flottille gehörten die folgenden Einheiten:
- TA-23 (ex Impavido), gesunken 25. April 1944
- TA-24 (ex Arturo), gesunken 18. März 1945
- TA-27 (ex Auriga), gesunken 9. Juni 1944
- TA-28 (ex Rigel), gesunken 4. September 1944
- TA-29 (ex Eridano), gesunken 18. März 1945
- TA-30 (ex Dragone), gesunken 15. Juni 1944
- TA-31 (ex Dardo), gesunken 25. Juni 1944
- TA-32 (ex Premuda, ex jugosl. Dubrovnik), selbstversenkt 24. April 1945

## Flottillenchefs
- Korvettenkapitän Wirich von Gartzen[2] -- Januar 1944 bis November 1944
- Korvettenkapitän Franz Burkart -- November 1944 bis März 1945
- Kapitänleutnant Emil Kopka (m.W.d.G.b.[3]) -- März 1945 bis April 1945